# Stazione di Addis Abeba
La stazione di Addis Abeba (in amarico: ቦታ አዲስ አበባ, Bota Ādīsi Ābebā) detta anche Legehar (da "la gare" che in francese significa "la stazione")  è la stazione ferroviaria di Addis Abeba.

## Localizzazione
La stazione si trova al punto chilometrico (PK) 784+768 dove ha termine la ferrovia Gibuti-Addis Abeba a 2.400 metri d'altezza. 

## Storia
Il 30 gennaio 1908 venne costituita dai francesi la Compagnie du Chemin de fer de Franco-Ethiopien (C.F.E.) con l'obiettivo di portare la ferrovia nella capitale etiope dopo che aveva raggiunto Dire Daua; la ferrovia arrivò ad Addis Abeba il 20 maggio 1915 e venne inaugurata il 7 giugno 1917. La prima stazione della capitale era una semplice costruzione in legno.
Il 13 febbraio 1928 i grandi dignitari dell'Impero d'Etiopia con il reggente Ras Tafari Makonnen (futuro Negus Hailé Selassié) posarono la prima pietra della nuova stazione, progettata dall'architetto francese Paul Barrias (1875-1973), figlio maggiore dello scultore Louis-Ernest Barrias. La stazione venne costruita dalla Société technique et industrielle d’entreprises de Paris.
Dopo l'occupazione italiana del 1936, il 28 ottobre dello stesso anno, in occasione del quattordicesimo anniversario della Marcia su Roma, arrivarono a Addis Abeba in visita ufficiale il Ministro delle Colonie Alessandro Lessona e il Ministro dei Lavori Pubblici Giuseppe Cobolli Gigli ricevuti dal Viceré d'Etiopia Rodolfo Graziani.
Durante l'occupazione italiana il piano regolatore di Addis Abeba del 1938 previde l'abbattimento della vecchia stazione ferroviaria per poterla spostare in un'altra zona un po' più distante dal centro, ma a causa dello scoppio della seconda guerra mondiale i lavori furono sospesi e la stazione Legehar fu risparmiata.
Dal 2008, in seguito all'abbandono della tratta da Dire Daua a Addis Abeba della ferrovia Gibuti-Addis Abeba, la stazione cadde in disuso.
A seguito dell'apertura della nuova linea Addis Abeba-Gibuti nell'ottobre 2015, sono state realizzate le due nuove stazioni della città nei quartieri di Lebu e Kaliti, dove avverrà l'interscambio con la rete tranviaria.